# Schloss Lichtenberg (Hessen)
Das Schloss Lichtenberg liegt in der südhessischen Gemeinde Fischbachtal, im Ortsteil Lichtenberg, in 278 m ü. NHN Höhe.

## Geschichte

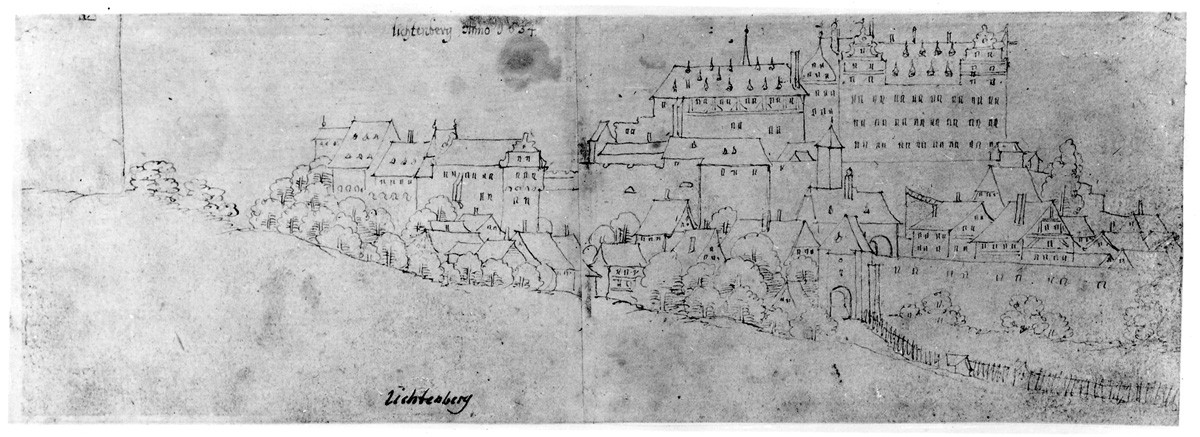
Valentin Wagner: Schloss Lichtenberg im Odenwald von Nordwest gesehen (1634)

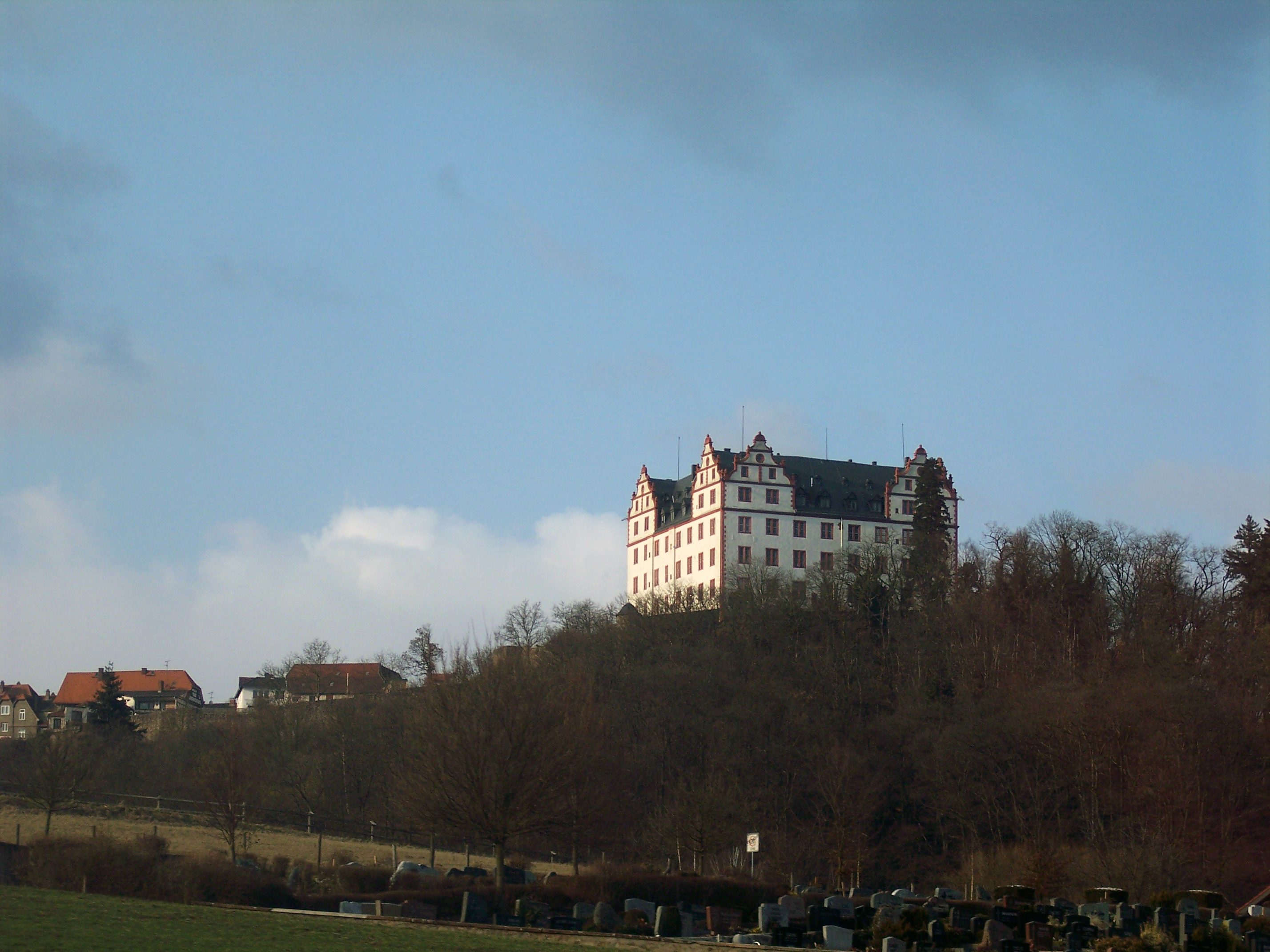
Schloss Lichtenberg vom Tal aus gesehen

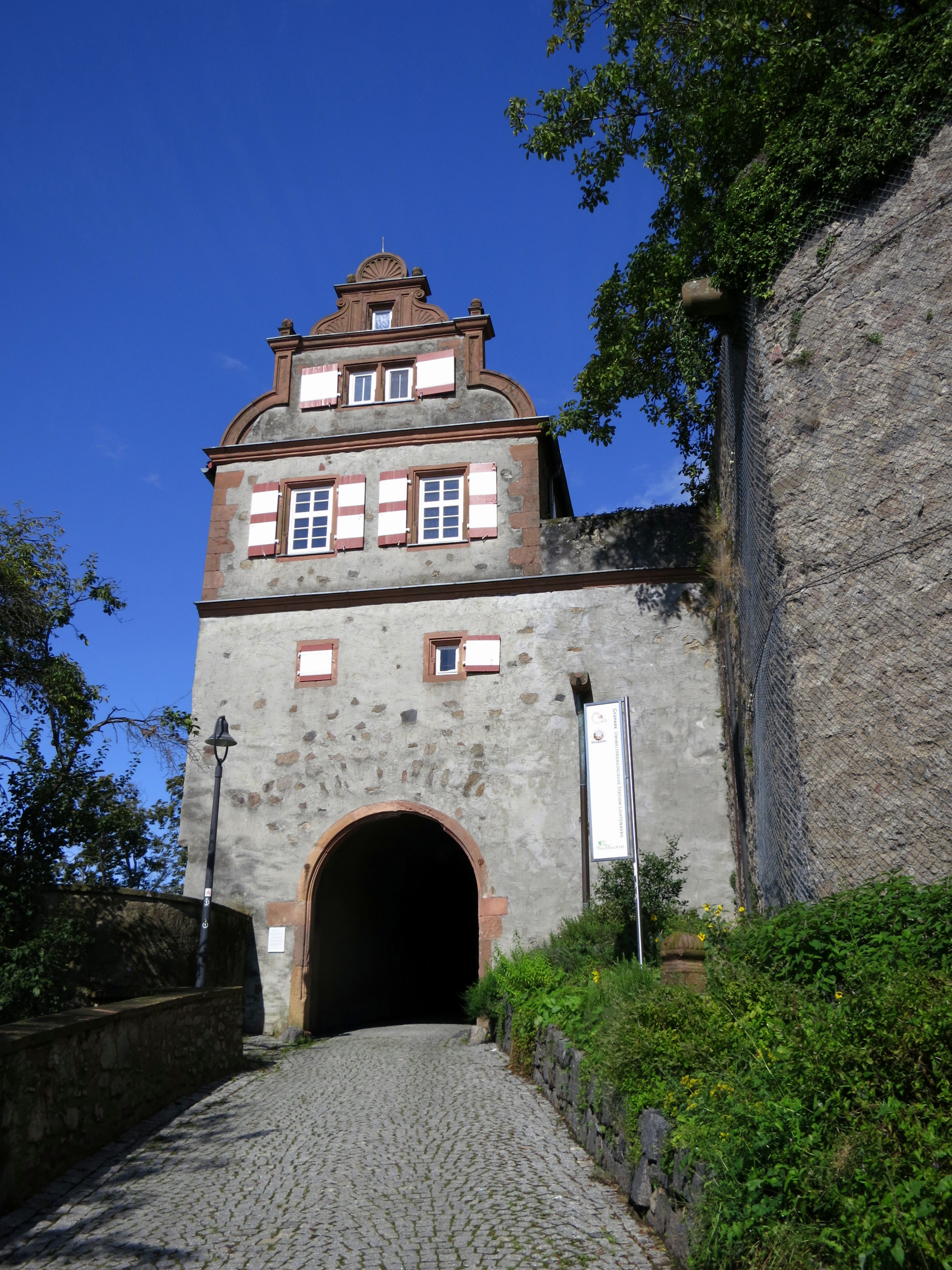
Im Hohen Pfortenhaus mit Schlosstor und Eingangshalle lag die Amtswohnung des fürstlichen Kontrolleurs der landgräflichen Amtskellerei Lichtenberg

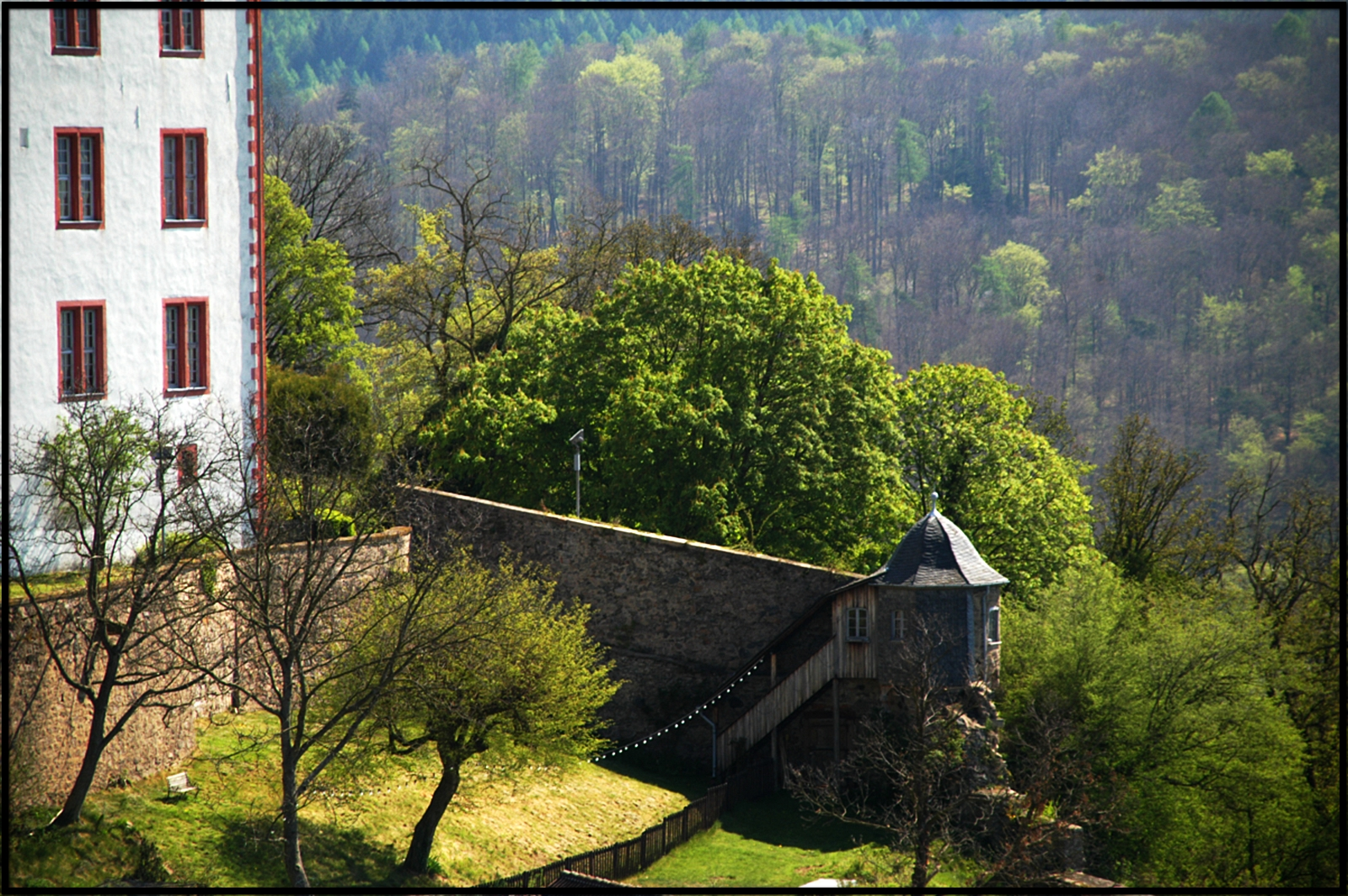
Christkindlshaus

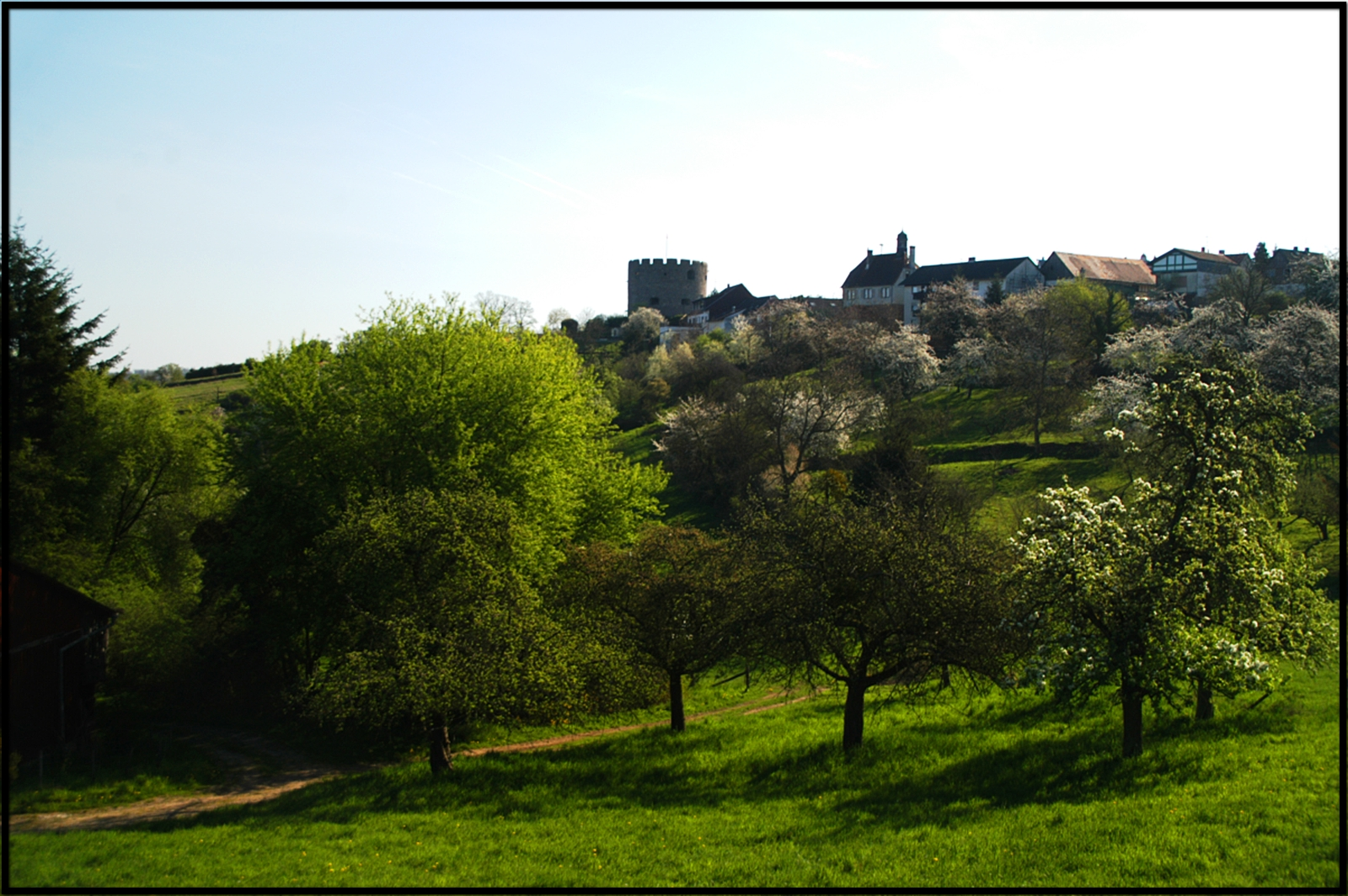
Landschaft um das Schloss Lichtenberg

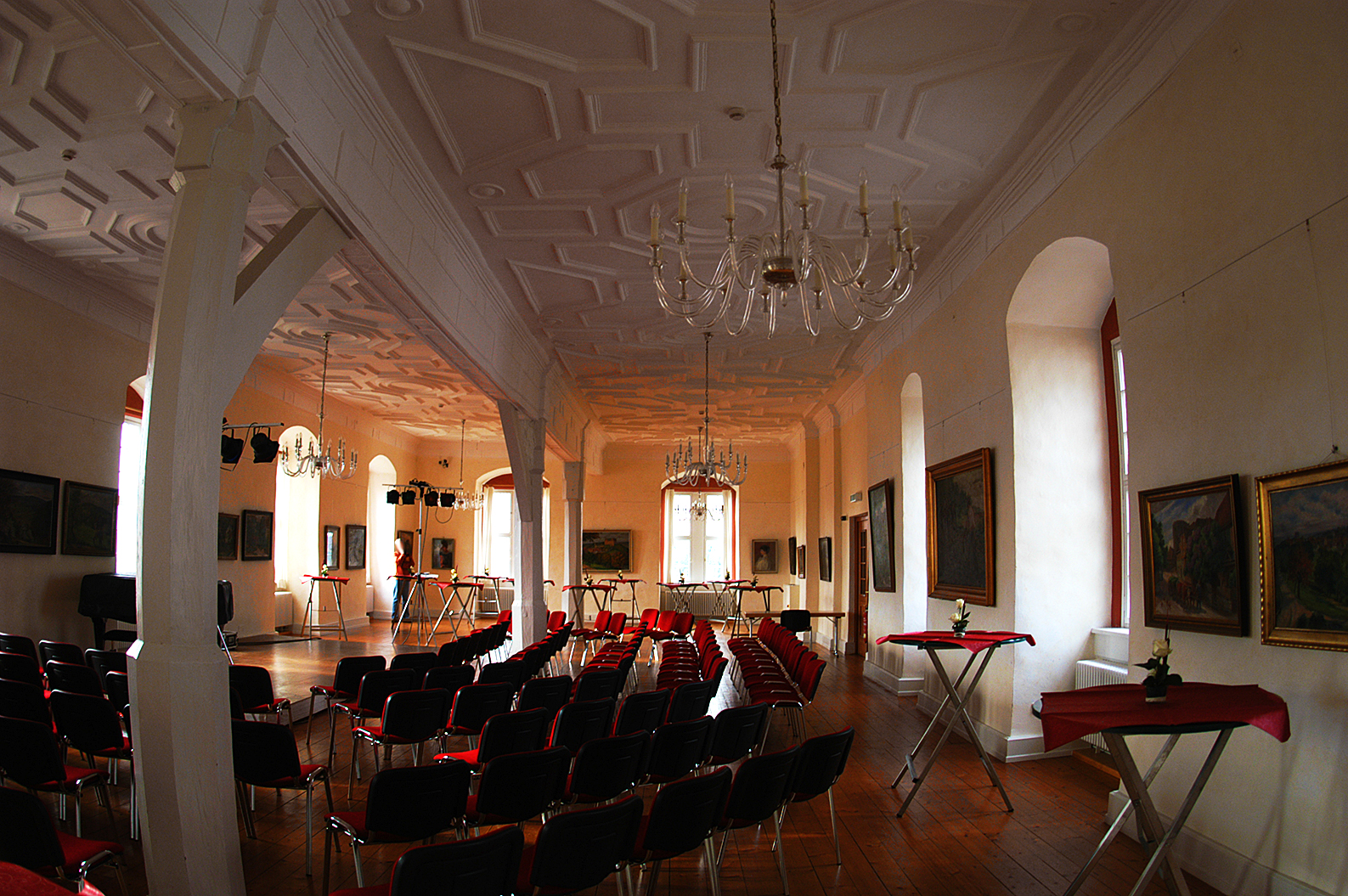
Kaisersaal im Schloss Lichtenberg

### Burg Lichtenberg
Über die Entstehung der Burg Lichtenberg, welche im Mittelalter am Platz des heutigen Schlosses stand, ist wenig bekannt. Graf Diether III. (Graf von Katzenelnbogen zwischen 1190 und 1214) heiratete eine Bertha von Lichtenberg, dies könnte auf eine bereits bestehende Burg in Lichtenberg hindeuten. Die erste urkundliche Erwähnung von Lichtenberg wird heute für das Jahr 1228 angenommen: Graf Diether IV. von Katzenelnbogen nannte sich auf dem Landgericht in Heppenheim noch comes (Graf) de Lichtenberg. Allgemein geht man von einer Entstehungszeit um 1200 aus. Vermutet wird auch die Errichtung der Burg vor 1254 durch den Grafen Diether IV. von Katzenelnbogen. Erhalten geblieben ist eine Urkunde von 1295, in der der Pfalzgraf Rudolf als Lehensherr dem Grafen Wilhelm von Katzenelnbogen erlaubte, die Burg Lichtenberg mit Zubehör seiner Ehefrau Irmengard als Morgengabe zu überlassen.
Die Pfalzgrafen besaßen die Obervogteirechte im Klosters Lorsch, dessen Besitzungen sich auch über das Gebiet des späteren Amtes Lichtenberg erstreckten. Als das Reichskloster im Jahr 1232 durch Kaiser Friedrich II. dem Erzbistum Mainz unterstellt wurde, entwickelten sich aus dieser Konstellation schwere Konflikte. Diese Streitigkeiten konnten erst Anfang des 14. Jahrhunderts durch einen Vertrag beigelegt werden, in dem die Besitzungen des Klosters zwischen Kurmainz und Kurpfalz aufgeteilt und die Vogteirechte der Pfalzgrafen bestätigt wurden. Die pfälzische Lehensherrschaft endete erst 1803 mit der Auflösung der Kurpfalz durch den Reichsdeputationshauptschluss. Die Grafschaft Katzenelnbogen zerfiel auch während ihrer größten Ausdehnung in zwei Hauptgebiete: die sogenannte Niedergrafschaft um Katzenelnbogen und die Burg Rheinfels sowie die sogenannte Obergrafschaft um Darmstadt, zu der auch die Burg Lichtenberg gehörte.
Zum Bereich der Lichtenberger Burgfreiheit, die den Ort Lichtenberg umfasste, gehörten auch Teile von Hausen (heute Oberhausen). Im 14. Jahrhundert besaßen die Grafen von Sponheim die Burg für mehrere Jahrzehnte als pfälzisches Lehen. Ab 1398 belehnte der Pfalzgraf Ruprecht wieder den Eberhard V. mit Burg und Städtchen Lichtenberg nebst Dörfern Biberaw und Husen… (Bieberau und Hausen)
Weitere Erwähnung fand die Burg Lichtenberg unter anderem, als bei der katzenelnbogischen Erbteilung von 1300 Graf Dieter die Burg Lichtenberg und die Stadt Reinheim erhielt, während die zugehörigen Rechte und Gefälle mit seinem Graf Wilhelm gleich geteilt wurden.
Im Jahr 1312 verlieh Kaiser Heinrich VII. seinem Getreuen Graf Diether VI. von Katzenelnbogen als zuverlässigem Anhänger des Reiches für die ihm und dem Reiche in Italien erwiesenen treuen Dienste die Gnade, dass seine Burg Lichtenberg mit dem darunter gelegenen Orte Bieberau samt allen Einwohnern auf Grund seiner kaiserlichen Autorität die Rechte von Stadt und Bürgern zu Oppenheim genießen sollten. Er verlieh dem Ort Bieberau einen am Dienstag abzuhaltenden Wochenmarkt, dessen Besucher unter seinem Schutze und dem der Marktfreiheit standen. Der Kaiser gestattete dem Grafen ferner, in Lichtenberg-Bieberau zwölf Juden zu halten.
Pfalzgraf Adolf erlaubte 1323 dem Grafen Diether VII. von Katzenelnbogen, seine Frau Katharina auf die Burg Lichtenberg und den angrenzenden Teil der Grafschaft Katzenelnbogen, die er von ihm zu Lehen trug, zu bewittumen. Zu dieser Zeit bewohnte seine Mutter Katharina von Kleve Lichtenberg als ihr Wittum, was in der Folge zum Verlust der Burg für die Katzenelnbogener führte. Erst 1393 kehrte sie nach dem Tode Heinrichs von Sponheim wieder in den Besitz derer von Katzenelnbogen zurück.
Kaiser Karl IV. erteilte 1360 dem Grafen Heinrich von Sponheim, verheiratet mit Adelheid von Katzenelnbogen, für Burg und Ort Lichtenberg die Rechte der Stadt Lindenfels und einen Wochenmarkt.
Graf Johann IV. von Katzenelnbogen versprach 1398 seiner Frau Anna, sie auf die Hälfte von Lichtenberg mit Zubehör, welche er pfandweise besaß, zu bewittumen, nachdem sein Vater Graf Diether VIII. ihr zugesagt hatte.
1422 schrieb Graf Philipp von Katzenelnbogen an Schenk Konrad den Älteren, Herrn zu Erbach, und Hans Kämmerer den Älteren, dass sie und ihre Mitreiter Bieberau und andere zu Lichtenberg gehörende Dörfer gebrandschatzt und ihm großen Schaden zugefügt hätten.
Nach dem Tod des letzten Grafen von Katzenelnbogen, Philipp I., 1479 erbten die Landgrafen von Hessen dessen Besitz und auch die Burg Lichtenberg. Der Bau eines vorgelagerten Bollwerks 1503 diente der besseren Verteidigung. Das Bollwerk ist noch zu besichtigen.

### Schloss Lichtenberg
1570 begann der Steinmetzmeister Jakob Kesselhut aus Kassel im Auftrag des Landgrafen Georg I. von Hessen-Darmstadt mit dem Ausbau der Burg zum Schloss. Von der ehemaligen Oberburg blieben nur der Katzenelnbogener Bau sowie die östliche Außenmauer übrig. Letztere wurde als Außenmauer des neu errichteten Ostflügels beibehalten. Reste alter Fensteröffnungen sind in der Schlosskapelle noch sichtbar. Lichtenberg war das erste Renaissanceschloss im südhessischen Bereich und hatte damit Vorbildcharakter für weitere Bauten in der Region (zum Beispiel auch das Schloss in Darmstadt).
Wegen der „gesunden Luft“ weilte die landgräfliche Familie gern in Lichtenberg. Das Schloss wurde Ausgangspunkt für die Jagd und zeitweise auch Witwensitz der Landgräfinnen.
Während des Dreißigjährigen Krieges nahm die Landgrafenfamilie zeitweise ihren dauerhaften Aufenthalt auf Lichtenberg zum Schutz vor durchziehenden Heeren und der grassierenden Pest in Darmstadt. Schloss und Festung Lichtenberg wurden während des Dreißigjährigen Krieges niemals eingenommen, nur die Vorräte mussten an Gegner „herausgelangt“ werden. Die meisten Dörfer des Fischbachtales waren jedoch aufgrund von Überfällen und Seuchen nach Ende des Krieges menschenleer.
Die hessischen Landgrafen und ihre Familien bewohnten in der folgenden Zeit die Schlossanlage immer seltener. Das Schloss und sein Territorium wurde von 1315 bis 1749 durch einen Burggrafen im Rang eines Hofbeamten verwaltet, der zudem mit der Burghut betraut war. Als Amtswohnung diente dem Burggrafen ein sich direkt in fürstlichem Eigentum befindliches Haus. Die Burgfreiheit und der Burgfriedensbezirk verfügten über die Hohe Gerichtsbarkeit.
Der Katzenelnbogener Bau (ehemaliger Nordflügel und verbliebener Rest der ehemaligen Burganlage im Bereich des Oberschlosses) stürzte im Jahr 1845 ein, nachdem er Tage zuvor bei einem Sturm starken Schaden genommen hatte. Der Fachwerkbau wurde weitgehend abgetragen und an seiner Stelle die heutige Schlossterrasse aufgeschüttet. Die Fundamente des Gebäudes sind unter der Schlossterrasse noch vorhanden. Sie wurden im Jahr 2010 vorübergehend freigelegt und durch Archäologen des Landesamtes für Denkmalpflege untersucht. Seit der Abtragung des Gebäudes besitzt das Oberschloss seine heute weithin sichtbare Hufeisenform. Die vom Westflügel in den ehemaligen Nordflügel führenden Verbindungstüren waren bis Anfang des zwanzigsten Jahrhunderts noch vorhanden und sind auf älteren Malereien und Fotos noch sichtbar. Sie wurden vermutlich im Jahr 1910 verschlossen, als das mittlerweile gegründete Schlosshotel ausgebaut wurde.

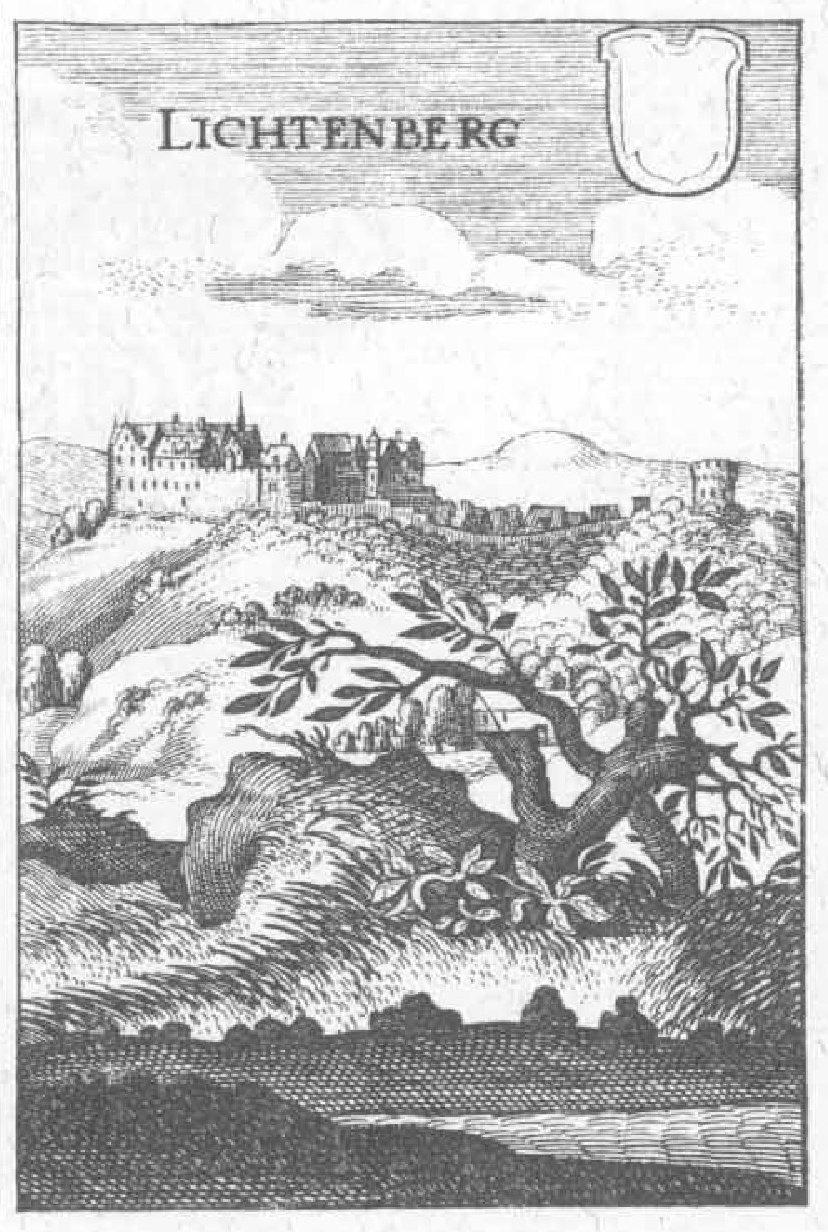
Ansicht von Matthäus Merian 1655.
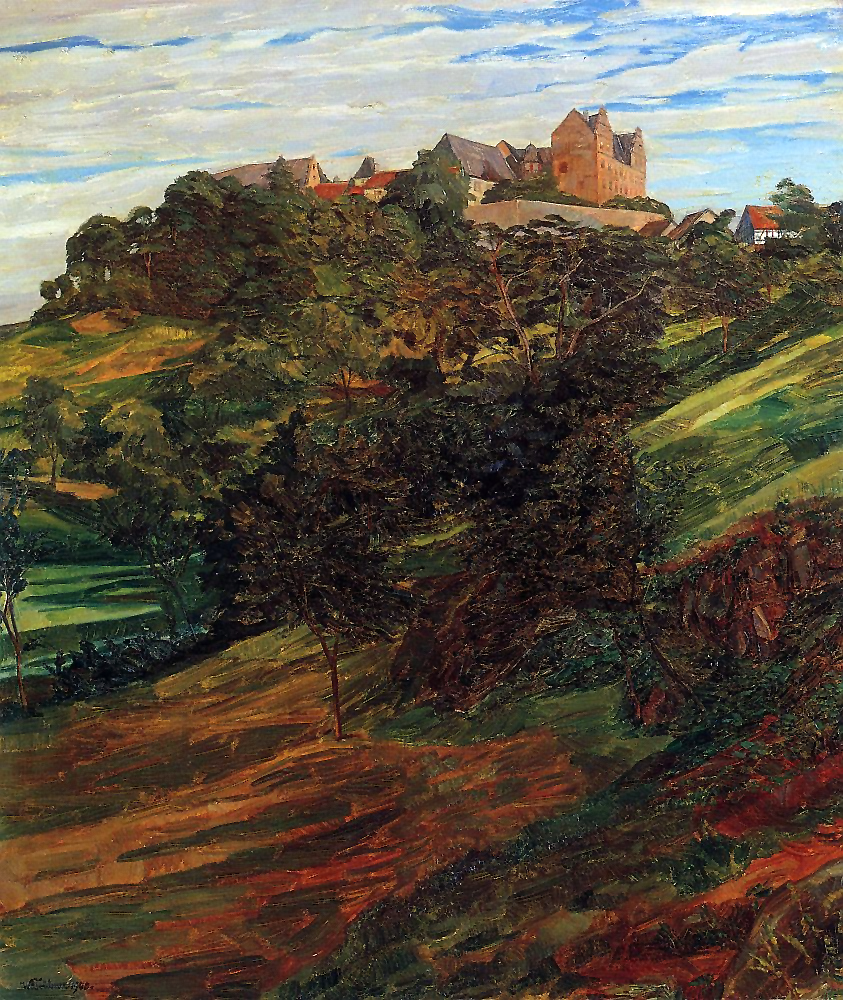
Schloss Lichtenberg um 1900, an der Stirnseite des Westflügels sind die Verbindungstüren zum ehemaligen Katzenelnbogener Bau noch sichtbar.
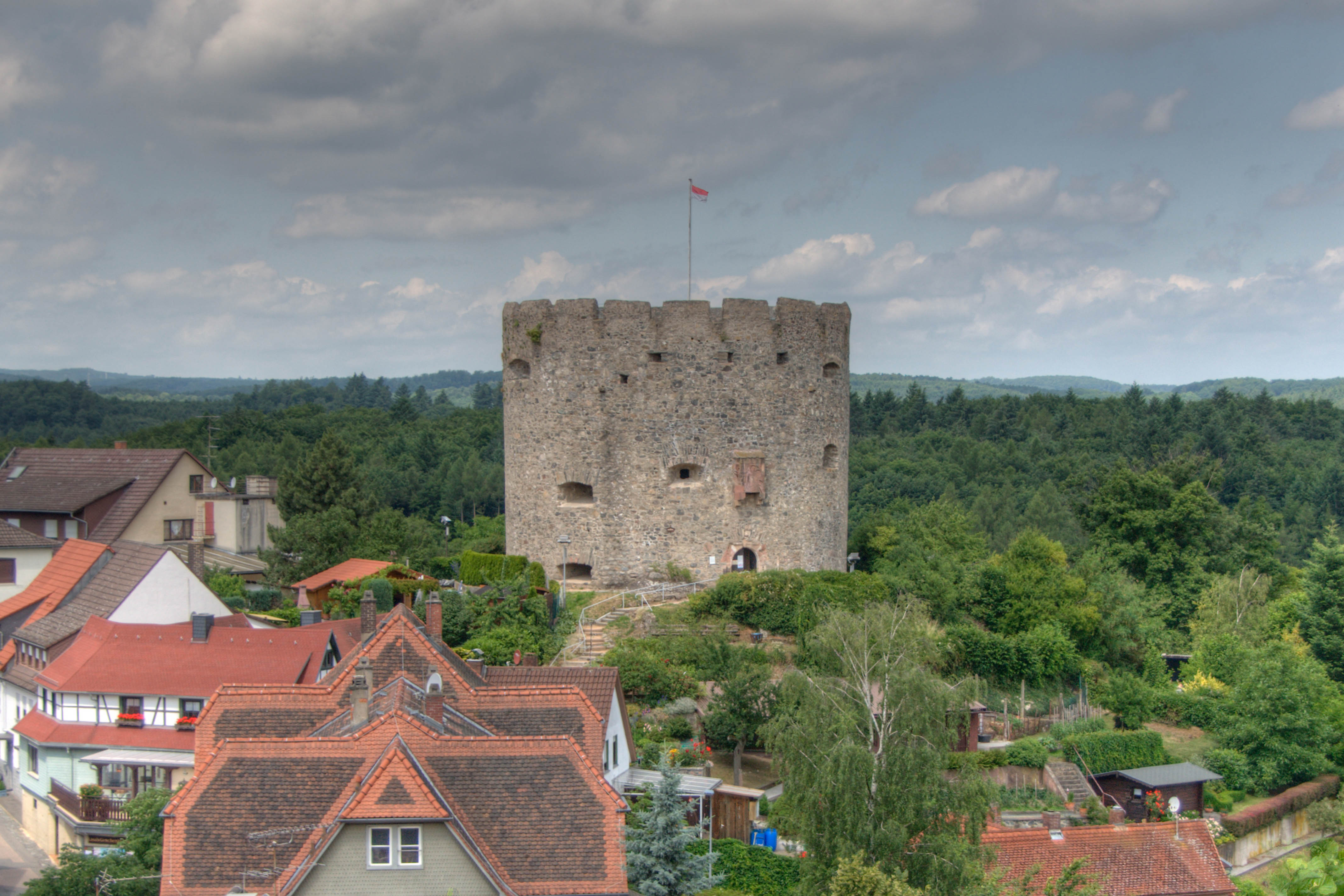
Das Bollwerk

## Heutige Nutzung

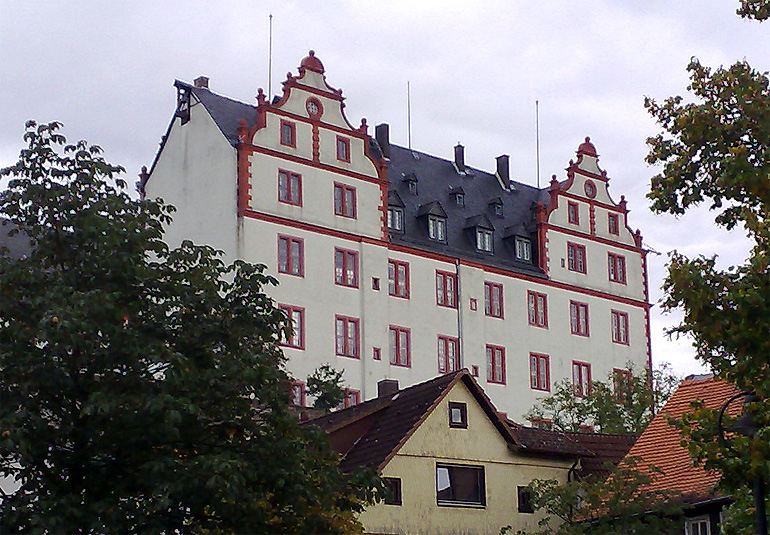
Westansicht

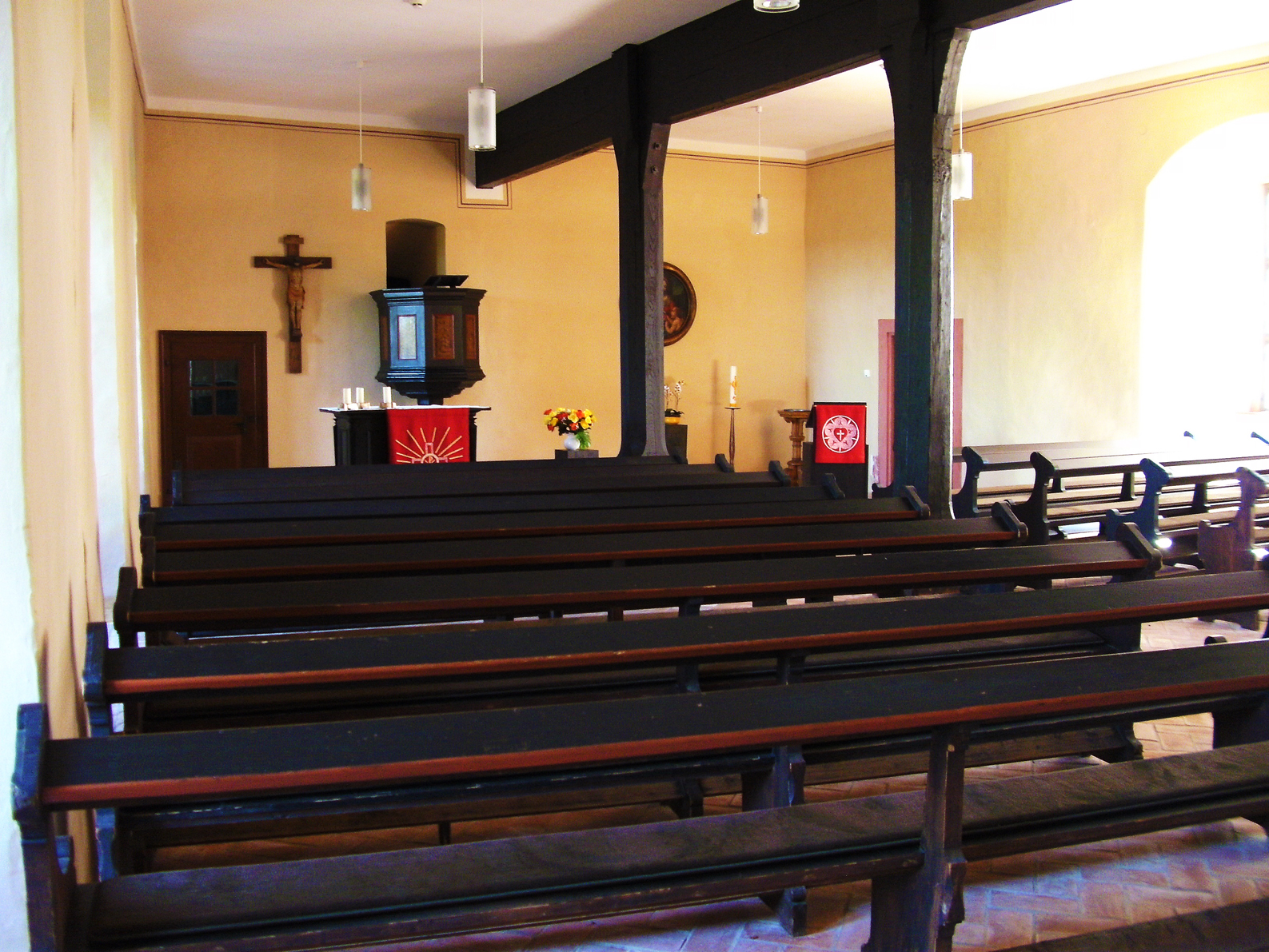
Erneuerte Kapelle

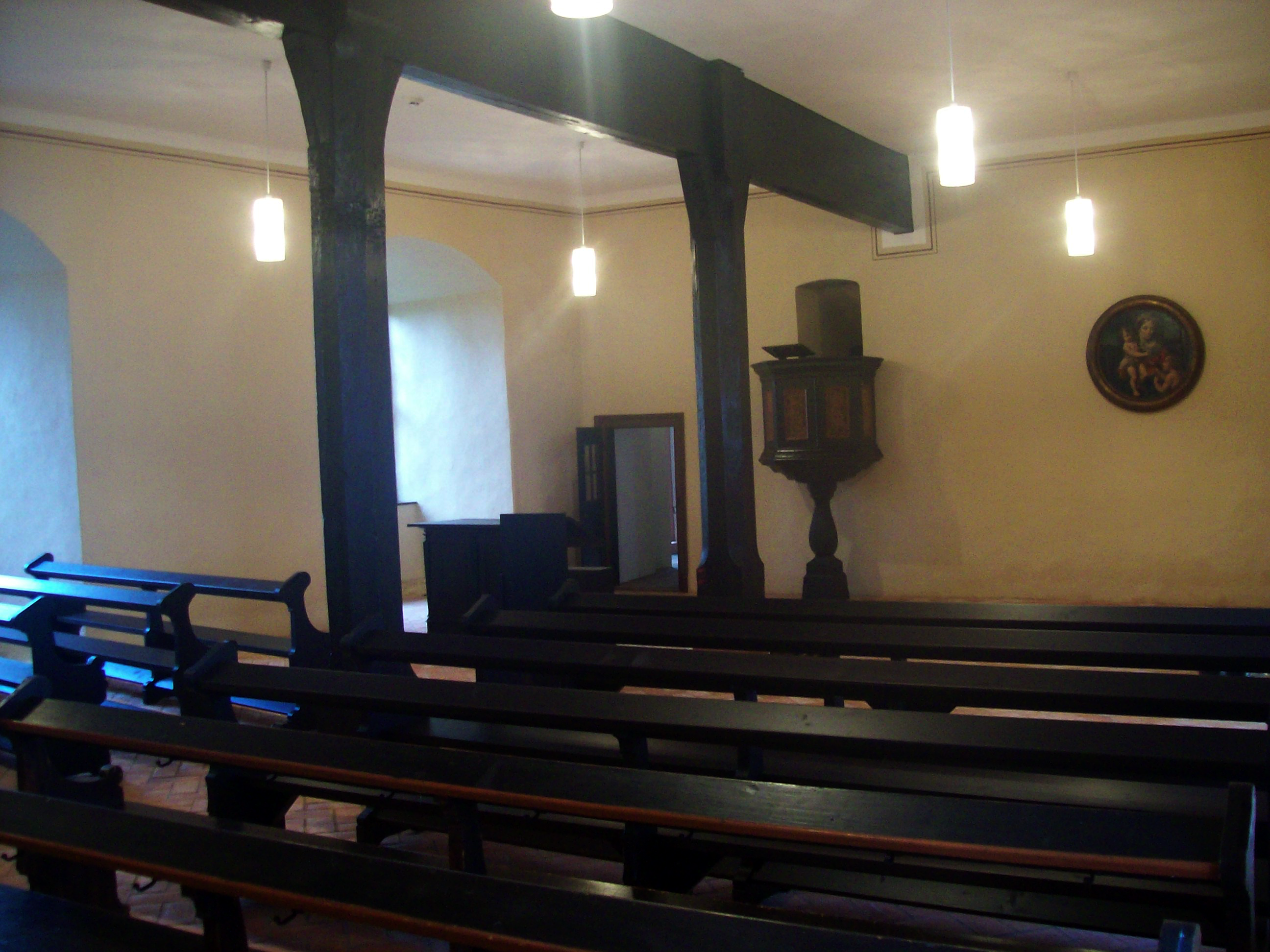
Ansicht auf die Kanzel und den wieder geöffneten Aufgang durch die Sakristei

Das Schloss gehört dem Land Hessen und wird vom Landesbetrieb Bau und Immobilien Hessen verwaltet. Ein Teil des Schlosses wird seit den 1950er Jahren von Privatpersonen zu Wohnzwecken angemietet. Besucher des Schlosses Lichtenberg können nach Voranmeldung im Rahmen einer Führung das Heimatmuseum im Ostflügel besuchen, das von der Gemeinde Fischbachtal betrieben wird. Sehenswert sind dort die Ausstellung des Geoparks Bergstraße-Odenwald sowie die bekannten Schaukelpferd- und die Zinnfigurensammlungen. Der Kaisersaal im Südflügel ist dem Museum angegliedert und besticht durch die dort befindliche Dauerausstellung des Malers Johannes Lippmann und die in den 1990er Jahren originalgetreu restaurierte Lehm-Stuckdecke. Der Kaisersaal ist wegen seiner guten Akustik der Ausrichtungsort der Lichtenberger Schlosskonzerte.
Für private Feiern steht der Historische Vortragsraum im Erdgeschoss des Westflügels zur Verfügung. Unter engen Bedingungen ist es auch möglich, den Kaisersaal für größere Gesellschaften zu reservieren.
Die unterhalb des Oberschlosses liegende Vorburg mit Marstall und Zehntscheune stellt den ältesten und historisch bedeutsamsten Teil der Anlage dar, ist jedoch der Öffentlichkeit nicht zugänglich. In ihr sind Lagerflächen der Wohnungsmieter untergebracht.
Zu der weitläufigen Anlage gehören auch der sogenannte Schlosspark und der Rentheygarten. Von dieser Position aus kann man weite Teile des vorderen Odenwaldes (u. a. die Neunkirchner Höhe) und das Fischbachtal überblicken. Ebenfalls im Rentheygarten befindet sich das Christkindlshaus, ein ehemaliger Wachturm, in dem in der Adventszeit regelmäßig Weihnachtsveranstaltungen für Kinder durchgeführt werden.
Der ehemalige Schlosspark verbindet die Orte Niedernhausen und Obernhausen über zahlreiche Wanderwege mit dem Schloss Lichtenberg. In ihm sind noch zahlreiche Trockenmauern erkennbar, die Überreste alter Weinhänge unterhalb des Schlosses sind. Auch zeugen alte Auszeichnungen von einem ehemals angelegten Arboretum. Der Schlosspark ist stark verwaldet und bietet zurzeit nur wenig Attraktionen für Besucher. Das Land Hessen ist aktuell damit befasst, den Schlosspark wieder in einen historisch-ansprechenden Zustand zu versetzen. Die Sichtbeziehungen von Reinheim und Groß-Bieberau zum Schloss wurden im Februar 2013 wiederhergestellt. Weitere Arbeiten sollen im Herbst 2013 folgen.
Auf Veranlassung des Hessischen Immobilienmanagements wurde die im Erdgeschoss des Ostflügels untergebrachte Schlosskapelle nach historischem Vorbild saniert. Die denkmalpflegerische Begleitung oblag der Verwaltung der Staatlichen Schlösser und Gärten Hessen. Zahlreiche seit dem Zweiten Weltkrieg verlorengegangene Details (wie der alte Kanzelaufgang und Wandmalereien) sind wiederhergestellt worden. Die Schlosskapelle wurde im Rahmen eines ökumenischen Gottesdienstes am 29. August 2010 der Öffentlichkeit wieder zugänglich gemacht.
In einem zweiten Bauabschnitt haben das Hessische Immobilienmanagement und die Verwaltung der Staatlichen Schlösser und Gärten Hessen die Sanierung und den Umbau einer ehemaligen Wohnung im Erdgeschoss des Südflügels, in der bis 1848 Teile des Landgerichtes Lichtenberg untergebracht waren, zu einem Standesamt durchführen lassen. Die denkmalpflegerischen Untersuchungen brachten in diesen Räumen zahlreiche, unter neuzeitlichem Wandputz und Tapeten verborgene historische Befunde zu Tage, die seit der feierlichen Übergabe der Räume an die Gemeinde Fischbachtal am 15. September 2011 der Öffentlichkeit wieder zugänglich sind. Unter anderem wurden renaissancezeitliche Wand- und Deckendekorationen sowie alte Fachwerkwände und Bodenbeläge restauriert. Die Arbeiten hierfür dauerten ein Jahr. Seit Sommer 2012 können die Besucher des Schlosses auch den neu angelegten Renaissancegarten vor dem Südflügel besichtigen. Da es über diesen Garten keine historischen Aufzeichnungen gab und er über eine kleine Treppe von der ehemaligen Schlossküche aus erreichbar ist, wurde er als vermutlicher Versorgungsgarten des Schlosses im Stil eines mediterranen Kräutergartens aus der Renaissancezeit angelegt.
Führungen zum Thema Schloss Lichtenberg und Bollwerk werden von den Geopark-vor-Ort-Begleitern Fischbachtal angeboten.

## Regelmäßige Veranstaltungen
- November/Dezember: Adventsmarkt[12]